# Аббас Мирза Молк Ара
Аббас Мирза Молк Ара (перс. عباس میرزا ملک‌آرا‎, Abbas Mirza Molk Ara; 27 ноября 1839 — 13 апреля 1897) — государственный деятель Ирана, наследник Каджарской династии, сын Мухаммад Шаха, единокровный брат Насер ад-Дин Шаха.

## Биография
Его отец Мухаммад Шах назвал его в честь своего отца Аббаса Мирзы. Аббас Мирза Молк Ара был моложе Насер ад-Дина Шаха. В связи с тем, что его мать происходила из курдов и исповедовала суннизм, он имел значительные препятствия на пути к престолонаследию. Однако Мухаммад Шах выделял именно его среди остальных детей и даровал ему прозвище «Регент». Кроме того, шах выдвигал его претендентом на престол и корону, и по этой причине, он всегда находился под подозрением и пристальным контролем Насер ад-Дина Шаха. По истечении 28 лет, которые Аббас Мирза провёл в ссылке в Багдаде и Стамбуле, Насер ад-Дин Шах всё-таки дал разрешение на его возвращение в Иран. Затем шах дал ему прозвище Молк Ара и назначил его правителем Зенджана. Но впоследствии из-за опасения за свою жизнь он был вынужден бежать на Кавказ, откуда вернулся в Иран при посредничестве Мирзы Хосейна Мошир од-Дуле. Также Аббас Мирза занимал должность министра юстиции. Умер от сердечного приступа во время верховой езды. Аббас Мирза был воспитан и образован под руководством известного иранского деятеля в сфере литературы Резы Голи Хедайата. В наследие своим потомкам он оставил автобиографию.

## Протекторат Аббаса Мирзы посредством посольства Англии
Мухаммад Шах, отец Аббаса Мирзы, был влюблён в его мать Хадиджу и пренебрегал матерью его сводного брата Насер ад-Дин Шаха. По этой причине мать Насер ад-Дина Шаха питала глубокую ненависть к Хадидже и её сыну. После кончины Мухаммад Шаха мать Аббаса Мирзы опасалась, что посредством хитросплетений матери Насер ад-Дин Шаха её сын будет отравлен. По этой причине она заручилась поддержкой и защитой поверенного в делах посольства Англии. Поверенный в делах заверил, что посольство гарантирует жизнь и здоровье её сына и в случае необходимости предоставит убежище им обоим.

## Аббас Мирза иАмир-Кабир
В последние годы министерства Амир-Кабира юный Аббас Мирза вместе с ним и шахом путешествовал в Исфахан. В то время сторонники Насер ад-Дин Шаха постепенно отворачивались от него. Было распространено мнение о том, что Амир намеревался сместить Насер ад-Дина Шаха и посадить на престол Аббаса Мирзу. Позже в своих мемуарах Аббас Мирза отрицал данный факт.
На обратном пути, когда они добрались до Кума, шах заявил, что Аббас Мирза вместе со своей матерью будут пребывать здесь в течение некоторого времени. Амир не согласился со мнением шаха, однако шах не обратил на это никакого внимания. Это было первым случаем, когда Амир не принял точку зрения шаха. Десять дней спустя после возвращения Амира и шаха в Тегеран Аббасу Мирзе была дана должность в правительстве Кума.